# Punko
Punko, auch Pönko und in der Schreibweise Punkho, war ein Gold- und Silbergewicht in Bengalen mit Kalkutta.
- 1 Punko = 0,0091 Gramm

Die Maßkette war 
- 1 Sicca = 10 Massas = 80 Ruttees = 320 Dhans = 1280 Punko = 11,642 Gramm